# Lekande pojkar på stranden
Lekande pojkar på stranden (finska: Leikkiviä poikia rannalla) är en målning av Albert Edelfelt (1854–1905) från 1884.
Oljemålningen Lekande pojkar på stranden beskriver en scen vid Haiko fjärd i Borgå skärgård. Några pojkar leker med barkbåtar vid havsstranden. I förgrunden står en pojke som just tar ett kliv ut i vattnet. På en sten i vattnet sitter en pojke på huk och manövrerar en tvåmastad båt med en käpp. En pojke iklädd står bredvid och håller en annan tvåmastad segelbåt i händerna. Det är en solig dag med lätta moln på himlen. I bakgrunden syns en skogbevuxen strand och i övre vänstra hörnet några fartyg.
Målningen är gjord i Haiko, där Albert Edelfelt hade sin sommarateljé, nu Albert Edelfelts ateljémuseum, i augusti-oktober 1884. Lekande pojkar på stranden hör till det som Edelfelt själv kallade "solskensstycken", skildringar ur hans egen sociala sfär, oftast med barn och kvinnor i sommarlandskap. Den representerar friluftsmåleriet, med ett inslag av impressionism. 
Lekande pojkar på stranden sändes först till Stockholm för att ställas ut för försäljning vårvintern 1885, men köptes inte in för Nationalmuseum, som Edelfelt hoppats. Museet hade nyligen fått en liknande målning av P.S. Kröyer, men inte vågat ställa ut den då den upplevdes som alltför impressionistisk för tidens smak. Den utbjöds i stället genom Galerie Georges Petit i Paris, där den köptes av den ryske greven Vladimir Sjeremetjev för tsaritsan Dagmar i juni 1885. Den köptes 1930 i Leningrad av konsthandlaren W. Sjöberg från Helsingfors från de upplösta samlingarna i Anitjkovpalatset. Den såldes vidare av Sjöberg samma år och ingår idag i Ahlströmsamlingen på Ateneum i Helsingfors. Ateneum har också i sina samlingar studier i svartkrita samt två kompositionsutkast.